# Soudain l'été dernier (pièce de théâtre)
Pour les articles homonymes, voir Soudain l'été dernier.
Soudain l'été dernier (Suddenly, Last Summer) est une pièce de théâtre écrite par Tennessee Williams en 1958. Cette pièce a été adaptée au cinéma sous le même titre par Joseph L. Mankiewicz en 1959.

## Argument
Mme Violet Venable ne cesse de pleurer la mort de son fils Sébastien, mort l'été dernier en Europe. La vieille dame fait alors appel au docteur Coukrowicz, un jeune neurochirurgien, pour qu'il soigne sa nièce Catherine, atteinte de démence. Catherine aurait accompagné Sébastien en voyage l'été dernier et en le voyant mort serait devenue folle. Coukrowicz rend visite à la jeune fille et ne la considère pas comme "folle". Il se demande alors dans quelles circonstances Sébastien Venable est mort.

## Personnages principaux
- Docteur Coukrowicz : jeune neurochirurgien pratiquant la lobotomie. C'est le personnage-clé de la pièce.
- Mme Violet Venable : terrifiante et richissime veuve habitant La Nouvelle-Orléans qui pleure la mort de son fils. Elle idolâtrait son fils et, aujourd'hui, ne vit que pour lui.
- Catherine Holly : cousine de Sébastien et nièce de Mme Venable. Elle serait atteinte de démence. C'est le personnage principal puisque l'intrigue ne tourne qu'autour d'elle.

## Thèmes

### La folie
La folie est représentée par Catherine. Pendant toute la pièce - et jusqu'à la fin - le public se demande : Que s'est-il passé à Cabeza de Lobo (l'endroit où Sébastien est mort) ? Que cache la terrifiante Mme Venable ? Qui était Sébastien ?
C'est à travers Catherine que l'on peut connaître la réponse à ces questions pendant toute la pièce. C'est elle qui détient la clé de toutes ces questions puisqu'elle se trouvait à Cabeza de Lobo, qu'elle connaissait très bien Sébastien et qu'elle sait ce que cache sa tante.

### La sexualité
La sexualité est très présente dans les pièces de Tennessee Williams. Dans ce cas là, il est question de Sébastien. Il évolue entre sa mère et sa cousine pour qu'elles lui obéissent. Mme Venable dit également que son fils est chaste, un être pur.

### L'homophobie
Il est révélé que Sébastien est homosexuel. Mme Venable ne veut pas y croire et détourne habilement la vérité. Elle se peint une image de son fils en personne respectable et chaste. Elle va même jusqu'à essayer de faire lobotomiser sa nièce pour éviter d'affronter la vérité. Tennessee Williams, homosexuel, ayant vécu dans les années 50, a dû beaucoup souffrir du regard des gens.

### Prédateur et victime
Au début de la pièce, on pense que c'est la fragile Mme Venable la victime et que c'est Catherine la prédatrice. Mais en réalité, c'est tout le contraire. Violet Venable est une femme terrifiante et jalouse, qui vit dans la peur de vieillir et dans le mensonge. Quant à Catherine, c'est une jeune femme délicate et perturbée, qui est victime de sa tante. Mme Venable était jalouse de l’intérêt que son fils portait à Catherine et elle le devint plus encore quand ce dernier emmena sa cousine en voyage et non sa mère.

## Mises en scène
2018 : mise en scène de Stéphane Braunschweig. Théâtre de la Cité, Toulouse
2018 : mise en scène de Eric Devanthéry.
Théâtre Pitoëff, Genève 
2017 : mise en scène de Stéphane Braunschweig. Théâtre de l'Odéon, Paris
2010 : mise en scène de Michel Kacenelenbogen. Théâtre Le Public, Bruxelles.
2009 : mise en scène de René Loyon. Théâtre de la Tempête, Paris
1986 : mise en scène de Daniel Colas. Théâtre de la Plaine, Paris
1965-1966 : mise en scène de Jean Danet. Théâtre des Mathurins, Paris ; place Victor Hugo, à Angoulême.